# Erlend Erichsen
Erlend Erichsen właściwie Erlend Severin Gimmestad Erichsen (ur. 15 lipca 1975 w Bergen), znany również pod pseudonimem Sersjant – norweski pisarz, muzyk i instrumentalista, perkusista. Erichsen znany jest z występów w grupie muzycznej Gorgoroth oraz Molested. Autor noweli zatytułowanej Nasjonalsatanisten (2005, ISBN 82-04-11840-6).

## Twórczość
- Nasjonalsatanisten, 2005, ISBN 82-04-11840-6[2]

## Dyskografia
Molested
- Stalk the Dead (Demo, 1991)
- Unborn Woods in Doom (Demo, 1993)
- Blod Draum (1995)
- Stormvold (EP, 1997)

Gorgoroth
- Incipit Satan (2000)

## Filmografia
- Once Upon a Time in Norway (2007, film dokumentalny, reżyseria: Pål Aasdal, Martin Ledang)[3]